# Johannes Haußleiter
Johannes Haußleiter (* 23. Juni 1851 in Löpsingen; † 2. November 1928 in Greifswald) war ein deutscher evangelisch-lutherischer Theologe. 

## Leben
Der Sohn des Lehrers Friedrich Haußleiter (1816–1894) studierte von 1869 bis 1874 an den Universitäten Erlangen, Tübingen und Leipzig Theologie und klassische Philologie. Während seines Studiums wurde er 1869 Mitglied der christlichen Studentenverbindung Uttenruthia Erlangen. Nach seinem Studium wurde er Lehrer am Gymnasium in Nördlingen, von wo er 1886 nach Erlangen wechselte. 1891 berief ihn die Kaiserliche Universität Dorpat zum ordentlichen Professor für Kirchengeschichte. Im folgenden Jahr ging er als Nachfolger von Adolf Schlatter an die Universität Greifswald, wo er bis zu seiner Emeritierung 1921 als ordentlicher Professor für das Neue Testament lehrte. In den Jahren 1900 bis 1901 war er Rektor der Hochschule. 1908 wurde ihm der Titel Geheimer Konsistorialrat verliehen. Von 1912 bis 1924 war er nebenamtlich Mitglied des Konsistoriums der Provinz Pommern. Er vertrat ein strenges Luthertum und verstand sich als Schüler von August Vilmar und Wilhelm Löhe. Seinen traditionell konservativen Standpunkt zeigte er unter anderem 1911 als einer von zwei akademischen Theologen im Spruchkollegium gegen den Kölner Pfarrer Carl Jatho. 
Haußleiter gehörte einer Kommission zur Ergänzung der Werke Philipp Melanchthons an. Er veröffentlichte verschiedene reformationsgeschichtliche Studien zu Martin Luther und Philipp Melanchthon, exegetische Arbeiten zur johanneischen Literatur, patristische Studien zur frühchristlichen Bekenntnisbildung und zur Leben-Jesu-Forschung. Den von ihm bekämpften modernen Positionen des Glaubens näherte er sich durch seine teilweise Definition des Verhältnisses von Jesus Christus zu Gott als Glaube und Einheit des Wollens an, ohne sich dessen bewusst zu sein.
Johannes Haußleiter war seit 1881 mit der Pfarrerstochter Emilie Bullemer (1860–1917) verheiratet. Sie hatten vier Töchter, von denen Mathilde den Theologen Otto Bauernfeind heiratete. Sein gleichnamiger Neffe, der klassische Philologe Johannes Haußleiter (* 1893) war der Verfasser von Vegetarismus in der Antike (1935). Johannes Haußleiters Bruder Gottlob (1857–1934) war ebenfalls Theologe und Hochschullehrer.
Johannes  Haußleiter wurde auf dem Greifswalder Alten Friedhof beigesetzt.

## Schriften
- De versionibus past. Hermae latinis. 1884.
- Leben und Werke des Bischofs Primasius von Hadrumetum. Schulprogramm, Erlangen 1887.
- Die lateinische Apokalypse der alten afrikanischen Kirche. 1891.
- Der Glaube Jesu Christi und der christliche Glaube. 1891.
- Zur Vorgeschichte des apostolischen Glaubensbekenntnisses. 1893.
- Tischreden Luthers in einer Rigaer Handschrift. Leipzig 1893
- Beiträge zur Würdigung der Offenbarung des Johannes und ihres ältesten lateinischen Auslegers, Victorinus von Pettau.
- Probleme des Matthäus-Evangeliums. Greifswald 1901.
- Melanchton-Kompendium, eine unbekannte Sammlung ethischer, politischer, philosophischer Lehrsätze Melanchtons in Luthers Werken. 1902.
- Die Geschichtlichkeit des Johannesevangeliums. 1903.
- Die Universität Wittenberg vor dem Eintritt Luthers. 1903.
- Johanneische Studien: Beiträge zur Würdigung des vierten Evangeliums. 1928.

### Festschrift
- Greifswalder Reformgedanken zum theologischen Studium: Johannes Haussleiter und Victor Schultze zum 70. Geburtstage dargebracht von ihrer Fakultät. München: Beck 1922